# Інваріанти бінарної форми
В  теорії інваріантів інваріантом бінарної форми називається многочлен  від коефіцієнтів бінарної  форми ( тобто однорідного многочлена від  двох змінних {\displaystyle x} і {\displaystyle y}), який залишається незмінним при стандартній дії  спеціальної лінійної групи,  на форму.

## Термінологія
Бінарною формою (степеня {\displaystyle n}) називається однорідний многочлен  від двох змінних:
{\displaystyle f(x,y)=\sum _{i=0}^{n}{\binom {n}{i}}a_{i}x^{n-i}y^{i}=a_{0}x^{n}+na_{1}x^{n-1}y+\ldots +a_{0}y^{n}.}
Група {\displaystyle SL_{2}(\mathbb {C} )} діє на ці форми, переводячи {\displaystyle x} в {\displaystyle ax+by} і {\displaystyle y} у {\displaystyle cx+dy}. Це індукує дію {\displaystyle SL_{2}(\mathbb {C} )} на комплексному векторному просторі породженому {\displaystyle a_{0},\ldots ,a_{n}} і на многочлени від цих змінних.                                                         Інваріантом бінарної форми називається многочлен у від {\displaystyle n+1} змінних {\displaystyle a_{0},\ldots ,a_{n}}, який залишається незмінним щодо цієї дії. У більш загальному випадку  розглядається   коваріант — це многочлен від {\displaystyle a_{0},\ldots ,a_{n},x,y}, який є інваріантним  відносно вказаної дії групи {\displaystyle SL_{2}(\mathbb {C} )}, тому інваріант є окремим випадком коваріанта, у якому відсутні  змінні {\displaystyle x} і {\displaystyle y}. Також вводиться поняття  спільний інваріант — це многочлен від коефіцієнтів кількох різних форм від {\displaystyle x} і {\displaystyle y}.
З точки зору теорії зображень, для довільного зображення {\displaystyle V} групи {\displaystyle SL_{2}(\mathbb {C} )} можна поставити питання про те яким буде кільце інваріантних поліномів на {\displaystyle V}. Інваріанти бінарної форми степеня {\displaystyle n} відповідають вибору {\displaystyle V} як ({\displaystyle n+1})-вимірного незвідного зображеня, а коваріанти відповідають вибору {\displaystyle V} як прямої суму незвідних представлень розмірностей 2 і {\displaystyle n+1}.
Інваріанти бінарної форми утворюють градуйовану алгебру, і Gordan(1868) довів, що ця алгебра скінченно породжена, якщо базовим полем є поле комплексних чисел.
Форми степенів 2, 3, 4, 5, 6, 7, 8, 9, 10 іноді називають квадриками, кубічними, квартиками, квінтиками, секстиками, септиками або септіміками, октіками або октавіками, ноніками та дециками або дециміками. "Квантік" — це стара назва для форм

## Приклади
Форма {\displaystyle f} сама є коваріантом степеня 1 і порядку {\displaystyle n}.
Дискримінант форми є інваріантом.
Результант двох форм є їх спільним інваріантом.
Коваріант Гессе форми Hilbert(1993) є визначником матриці Гессе
{\displaystyle H(f)={\begin{bmatrix}{\frac {\partial ^{2}f}{\partial x^{2}}}&{\frac {\partial ^{2}f}{\partial x\,\partial y}}\\[10pt]{\frac {\partial ^{2}f}{\partial y\,\partial x}}&{\frac {\partial ^{2}f}{\partial y^{2}}}\end{bmatrix}}.}
Це коваріант порядку {\displaystyle 2n-4} і степеня 2.
Каталектикант є інваріантом степеня {\displaystyle {\frac {n}{2}}+1} бінарної форми парного степеня {\displaystyle n}.
Канонізант є коваріантом степеня та порядку {\displaystyle {\frac {n+1}{2}}} бінарної форми непарного степеня {\displaystyle n}.
Якобіан
{\displaystyle \det {\begin{bmatrix}{\frac {\partial f}{\partial x}}&{\frac {\partial f}{\partial y}}\\[10pt]{\frac {\partial g}{\partial x}}&{\frac {\partial g}{\partial y}}\end{bmatrix}}}
є спільним коваріантом двох форм {\displaystyle f}, {\displaystyle g}.

### Коваріанти бінарної лінійної форми
Для лінійних форм {\displaystyle ax+by} єдиними інваріантами є константи. Алгебра коваріантів породжується самою формою степеня 1 і порядку 1.

### Коваріанти бінарної квадрики
Алгебра інваріантів квадратичної форми {\displaystyle ax^{2}+2bxy+cy^{2}} — поліноміальна алгебра від 1 змінної, породжена дискримінантом {\displaystyle b^{2}-ac} степеня 2. Алгебра коваріантів — це поліноміальна алгебра від 2 змінних, породжена дискримінантом разом із самою формою {\displaystyle f} (степеня 1 і порядку 2). (Schur, 1968) (Hilbert, 1993)

### Коваріанти бінарної кубіки
Алгебра інваріантів кубічної форми {\displaystyle ax^{3}+3bx^{2}y+3cxy^{2}+dy^{3}} є поліноміальною алгеброю від однієї змінної, породженої дискримінантом {\displaystyle D=3b^{2}c^{2}+6abcd-4b^{3}d-4c^{3}a-a^{2}d^{2}} степеня 4. Алгебра коваріантів породжується дискримінантом, самою формою (степінь 1, порядок 3), гессіаном {\displaystyle H} (степінь 2, порядок 2) і коваріантом {\displaystyle T} степеня 3 і порядку 3. Вони пов'язані сизигією {\displaystyle 4H^{3}=Df^{2}-T^{2}} степеня 6 і порядку 6. (Schur, 1968) (Hilbert, 1993)

### Коваріанти бінарної квартики
Алгебра інваріантів бінарної форми четвертого порядку породжена інваріантами {\displaystyle i}, {\displaystyle j} степенів 2, 3. Це кільце природно ізоморфне кільцю модулярних форм рівня 1, з двома твірними, що відповідають рядам Ейзенштейна {\displaystyle E_{4}} і {\displaystyle E_{6}}. Алгебра коваріантів породжується цими двома інваріантами разом із формою {\displaystyle f} степеня 1 і порядку 4, гессіаном {\displaystyle H} степеня 2 і порядку 4 і коваріанта {\displaystyle T} степеня 3 і порядку 6. Вони пов’язані між собою сизигією степеня 6 і порядку 12. (Schur, 1968) (Hilbert, 1993)

### Коваріанти бінарної форми степеня 5
Алгебра інваріантів квінтичної форми була знайдена Сильвестром і породжена інваріантами ступеня 4, 8, 12, 18. Твірні степенів 4, 8, 12 породжують поліноміальне кільце, яке містить квадрат косого інваріанта Ерміта степеня 18. Інваріанти досить складно виписати явно: Сильвестр показав, що генератори ступенів 4, 8, 12, 18 мають 12, 59, 228 і 848 доданків, часто з дуже великими коефіцієнтами. (Schur, 1968) (Hilbert, 1993)   Кільце коваріантів породжується 23 коваріантами, один з яких є канонізантом ступеня 3 і порядку 3.

### Коваріанти бінарної форми степеня 6
Алгебра інваріантів секстичної форми породжується інваріантами 2, 4, 6, 10, 15 степенів. Твірні степенів 2, 4, 6, 10 породжують кільце поліномів, яке містить квадрат твірної степеня 15. (Schur, 1968)   Кільце коваріантів породжується 26 коваріантами. Кільце інваріантів тісно пов'язане з простором модулярних кривих роду 2, оскільки таку криву можна представити як подвійне покриття проективної прямої, розгалуженої в 6 точках, а 6 точок можна взяти за корені секстичної форми.

### Коваріанти бінарної форми степеня 7
Кільце інваріантів бінарних септиків є аномальним і спричинило кілька опублікованих помилок. Келлі невірно стверджував, що кільце інваріантів не є скінченно породженим. (Sylvester,Franklin,1879) дали нижню межу 26 і 124 для числа генераторів кільця інваріантів і кільця коваріантів і помітили, що недоведений «фундаментальний постулат» означав би рівність. Проте (von Gall,1888) показав, що числа Сильвестра не дорівнюють кількості твірних, які становлять 30 для кільця інваріантів і принаймні 130 для кільця коваріантів, тому фундаментальний постулат Сильвестра є неправильним. (von Gall,1888) і (Dixmier,Lazard,1988) показали, що алгебра інваріантів форми степеня 7 породжена набором з 1 інваріантом степеня 4, 3 степеня 8, 6 степеня 12, 4 степеня 14, 2 степеня 16, 9 степеня 18 і по одному з степенів 20, 22, 26, 30. (Cröni,2002) наводить 147 генераторів для кільця коваріантів.

### Коваріанти бінарної форми степеня 8
(Sylvester,Franklin,1879)  показав, що кільце інваріантів форми порядку 8 породжується 9 інвараінтів  степенів 2, 3, 4, 5, 6, 7, 8, 9, 10, а кільце коваріантів породжують   69 коваріантів. Август фон Гал ( von Gall,1880) та   (Shioda,1967) підтвердили ці генератори кільця інваріантів і показали, що ідеал співвідношень між ними породжується  елементами степенів 16, 17, 18, 19, 20.

### Коваріанти бінарної форми степеня 9
(Brouwer,Popoviciu,2010a) показали, що алгебра інваріантів форми степеня 9 генерується 92 інваріантами. Cröni, Hagedorn, та Brouwer обчислили 476 коваріантів, а Lercier & Olive показали, що цей список є повним

### Коваріанти бінарної форми степеня 10
Сильвестр стверджував, що кільце інваріантів двійкових кодів породжено 104 інваріантами, кільце коваріантів — 475 коваріантами; його список має бути правильним для ступенів до 16, але неправильним для вищих ступенів. (Brouwer,Popoviciu,2010b) показали, що алгебра інваріантів ступеня 10 породжується 106 інваріантами. Hagedorn і Brouwer  обчислили 510 коваріантів, а Lercier & Olive показали, що цей список повний.
Кільце інваріантів бінарних форм степеня 11 є складним і ще не описане явно.

### Коваріанти бінарної форми степеня 12
Для форм степеня 12 (Sylvester,1881) виявив, що в степенях до 14 існує 109 породжуючих  інваріантів. У вищих степенях є ще принаймні 4. Кількість базових коваріантів не менше 989.
Кількість генераторів для інваріантів і коваріантів бінарних форм можна знайти в послідовність A036983 з Онлайн енциклопедії послідовностей цілих чисел, OEIS і послідовність A036984 з Онлайн енциклопедії послідовностей цілих чисел, OEIS відповідно.

## Інваріанти кількох бінарних форм
Коваріанти бінарної  форми по суті такі ж, як спільні інваріанти бінарної форми та бінарної лінійної форми. Загалом, можна ставити питання про  спільні інваріанти (і коваріанти) будь-якого набору бінарних  форм. Деякі випадки, які були вивчені, перераховані нижче.

### Коваріанти двох лінійних форм
Є 1 основний інваріант і 3 основні коваріанти.

### Коваріанти лінійної  та квадратичної форм
Існує 2 основних інваріанти та 5 основних коваріантів.

### Коваріанти лінійної форми та кубічної
Є 4 основні інваріанти (по суті, коваріанти кубіки) і 13 основних коваріантів.

### Коваріанти лінійної форми та квартики
Є 5 породжуючих  інваріантів (по суті, базисні  коваріанти квартики) і 20 базисних коваріантів.

### Коваріанти лінійної форми та квінтики
Є 23 базисні інваріанти (по суті, базисні  коваріанти квінтики) і 94 базсині коваріанти.

### Коваріанти кількох лінійних форм
Кільце інваріантів n лінійних форм породжується n ( n –1)/2 інваріантами 2 степеня. Кільце коваріантів n лінійних форм по суті таке ж, як кільце інваріантів n +1 лінійних форм.

### Коваріанти двох форм другого степеня
Існує 3 породжуючих  інваріанти та 6 породжуючих коваріантів.

### Коваріанти кількох лінійних і квадратичних форм
Кільце інваріантів суми m лінійних форм і n квадратичних форм породжується m ( m –1)/2 + n ( n +1)/2 генераторами степеня 2, nm ( m +1)/2 + n ( n –1)( n –2)/6  степені 3 і m ( m +1) n ( n –1)/4 у степені 4.
Для кількості твірних кільця коваріантів змініть m на m +1.

### Коваріанти квадратичної і кубічної форм
Існує 5 базисних  інваріантів і 15 базисних  коваріантів

### Коваріанти квадратичної форми   та квадрики
Існує 6 породжуючих  інваріантів і 18 породжуючих  коваріантів

### Коваріанти квадратичної форми  та квінтики
Існує 29 породжуючих  інваріантів і 92 породжуючих  коваріанти

### Коваріанти кубіки і квартики
Існує 20 породжуючих інваріантів і 63 породжуючих  коваріанти

### Коваріанти двох квартик
Існує 8 породжуючих  інваріантів (3 степеня 2, 4 степеня 3 і 1 степеня 4) і 28 породжуючих  коваріантів. (Гордан навів 30 коваріантів, але Сильвестр показав, що два з них можна звідні.)

### Коваріанти багатьох кубиків або квартик
Кількість  породжуючих  інваріантів або коваріантів були наведені Young(1898)  .

## Дивись також
- Тернарна кубіка
- Тернарний квартика